# Rudolf Czech
Rudolf Karl Czech (ur. 15 września 1930 w Opolu, zm. 8 września 1975 w Krefeld) – polski hokeista, dwukrotny olimpijczyk.
Zawodnik występujący na pozycji środkowego napastnika. Od 1947 reprezentował barwy Budowlanych i Odry Opole oraz w czasie odbywania służby wojskowej (1954–1958) Legii Warszawa. Z ostatnim zespołem czterokrotnie sięgał po tytuł mistrza Polski. W lidze rozegrał 234 mecze, zdobywając w nich 31 goli.
Dwukrotnie reprezentował polskie barwy podczas igrzysk olimpijskich: w Oslo w 1952 oraz w Cortinie d’Ampezzo w 1956. wziął również udział w trzech turniejach o mistrzostwo świata: 1955, 1957 i 1958. W sumie w reprezentacji zagrał 55 razy, strzelając 14 bramek.
W 1958 podczas zgrupowania Legii w Garmisch-Partenkirchen odłączył się od zespołu i pozostał na stałe w RFN. Występował jeszcze przez 3 sezony w drużynie Düsseldorfer EG. 
Był bratem innego hokeisty z Opola, Henryka Czecha.